# 克林頓縣 (伊利諾伊州)
克林頓縣（英語：Clinton County）是美国伊利诺伊州中部的一個縣，面積1,304平方公里。根據2020年美國人口普查，共有人口36,899人。縣治卡萊爾。該縣成立於1824年，縣名紀念纽约州第七、九任州長德威特·克林顿。